# SMS Baden (1915)
Корабль Его Величества «Баден» (нем. SMS Baden) — германский линейный корабль времён Первой мировой войны, принадлежал к серии супердредноутов типа «Байерн». Спущен на воду в октябре 1915 года, вступил в строй в марте 1917 года, став последним германским линейным кораблём, переданным флоту до завершения войны.
Главный калибр корабля состоял из восьми 380-мм орудий, размещённых в четырёх двухорудийных башнях. Полное водоизмещение корабля составляло 32 000 тонн, максимальная скорость — 21 узел (39 км/ч). «Баден» вместе с однотипным «Байерном» были самыми мощными линейными кораблями, построенными для Императорских ВМС Германии.
После вступления в строй «Баден» стал флагманским кораблём флота, сменив в этом качестве «Фридрих дер Гроссе». После поражения Германии корабль был интернирован в британской военно-морской базе Скапа-Флоу, присоединившись к уже находившимся там германским кораблям. 21 июня 1919 года контр-адмирал Людвиг Ройтер отдал приказ о затоплении германского флота. Британские моряки успели подняться на борт тонущего «Бадена», после чего отвели его на мелководье, где он и затонул. Позднее линкор был поднят и тщательно изучен британскими специалистами. В 1921 году корабль подвергли серии испытательных обстрелов, после чего сильно повреждённый «Баден» был затоплен.